# Sandarne
Sandarne ist ein Ort (tätort) in der schwedischen Provinz Gävleborgs län, in der historischen Provinz (landskap) Hälsingland.

## Lage und Verkehr
Sandarne gehört zur Gemeinde Söderhamn und innerhalb dieser seit 1. Januar 2016 zum Distrikt Sandarne. Der Ort ist mit fast 1700 Einwohnern (2015) die zweitgrößte Ortschaft der Gemeinde. Er liegt etwa 65 km Luftlinie nördlich der Provinzhauptstadt Gävle und 7 km südöstlich von Söderhamn an der Südseite der Bucht Söderhamnsfjärden der Bottensee.
Der Ort liegt an der sekundären, der Küste folgenden Provinzstraße X 583, über die bei Söderhamn oder über den südlichen Nachbarort Ljusne die westlich verlaufende, auf diesem Abschnitt in den 1990er-Jahren als Schnellstraße gebaute neue Trasse der Europastraße 4 erreicht werden kann. Die X 583 entspricht dem früheren Verlauf der Europastraße.
In Söderhamn befindet sich auch der nächstgelegene Personenbahnhof Söderhamn  Västra an einem 1997 eröffneten Neubauabschnitt der Ostküstenbahn (Ostkustbanan), die Stockholm mit Sundsvall verbindet. Zuvor verlief die Strecke seit ihrer Eröffnung (in Sandarne 1923, durchgehend 1926) durch Sandarne. Der Abschnitt der alten Strecke ab Åänge wird nach Sandarne nur noch im Güterverkehr befahren, weiter in Richtung Söderhamn ist die Strecke bis zum Bahnhof Stugsund (im Ostteil von Söderhamn) seit 2014 außer Betrieb, im weiteren Verlauf abgebaut.
Die erste Bahnstrecke in Sandarne war die bereits 1858 eröffnete Marma–Sandarne Järnväg, die den Hafen Sandarne mit dem 9 km westlich am Fluss Ljusnan beziehungsweise dem See Marmen gelegenen Sägewerk Askesta verband. Die Strecke war bis zum Bau der Ostkustbanan ein Inselbetrieb; 1924 wurde der Personenverkehr und 1933 der öffentliche Güterverkehr eingestellt, 1970 ein Großteil der Strecke stillgelegt.
Unmittelbar westlich von Sandarne befindet sich der Flugplatz Söderhamn (auch Helsinge Airport, IATA-Code SOO, ICAO-Code ESNY), der 1945 eröffnet und im November 2011 für den regulären Flugbetrieb geschlossen wurde. Bis 1998 war dort auch das Geschwader F 15 Söderhamn (Hälsinge flygflottilj) der Schwedischen Luftstreitkräfte stationiert.

## Geschichte
Sandarne gehörte bereits bei deren Gründung 1620 zum Territorium der Stadt Söderhamn, die 1971 in der gleichnamigen Gemeinde (kommun) aufging. Der zunächst nur kleine Ort erlangte im 19. Jahrhundert wirtschaftliche Bedeutung mit dem Bau einer Bahnstrecke und eines Hafens zur Verschiffung hauptsächlich von Holz. Im Umfeld des Hafens entstand später ein Sägewerk und um 1920 ein Chemiewerk. Dieses gehörte ursprünglich der lokalen Bergvik och Ala AB, seit 1988 nach mehreren Besitzerwechseln Arizona Chemical und ist bis heute bedeutendster Arbeitgeber.
Anfang der 1930er-Jahre kam es in Sandarne, wie in vielen nordschwedischen Küstenorten, zu Streiks und Unruhen, in deren Verlauf am 9. Juli 1932 drei Arbeiter von der Polizei erschossen wurden (sogenannte Skotten i Sandarne, „Schüsse von Sandarne“, in Anlehnung an die Schüsse von Ådalen).
2015 wurde der nördlich gelegene Ortsteil Åsbacka als eigenständiger Tätort ausgegliedert.

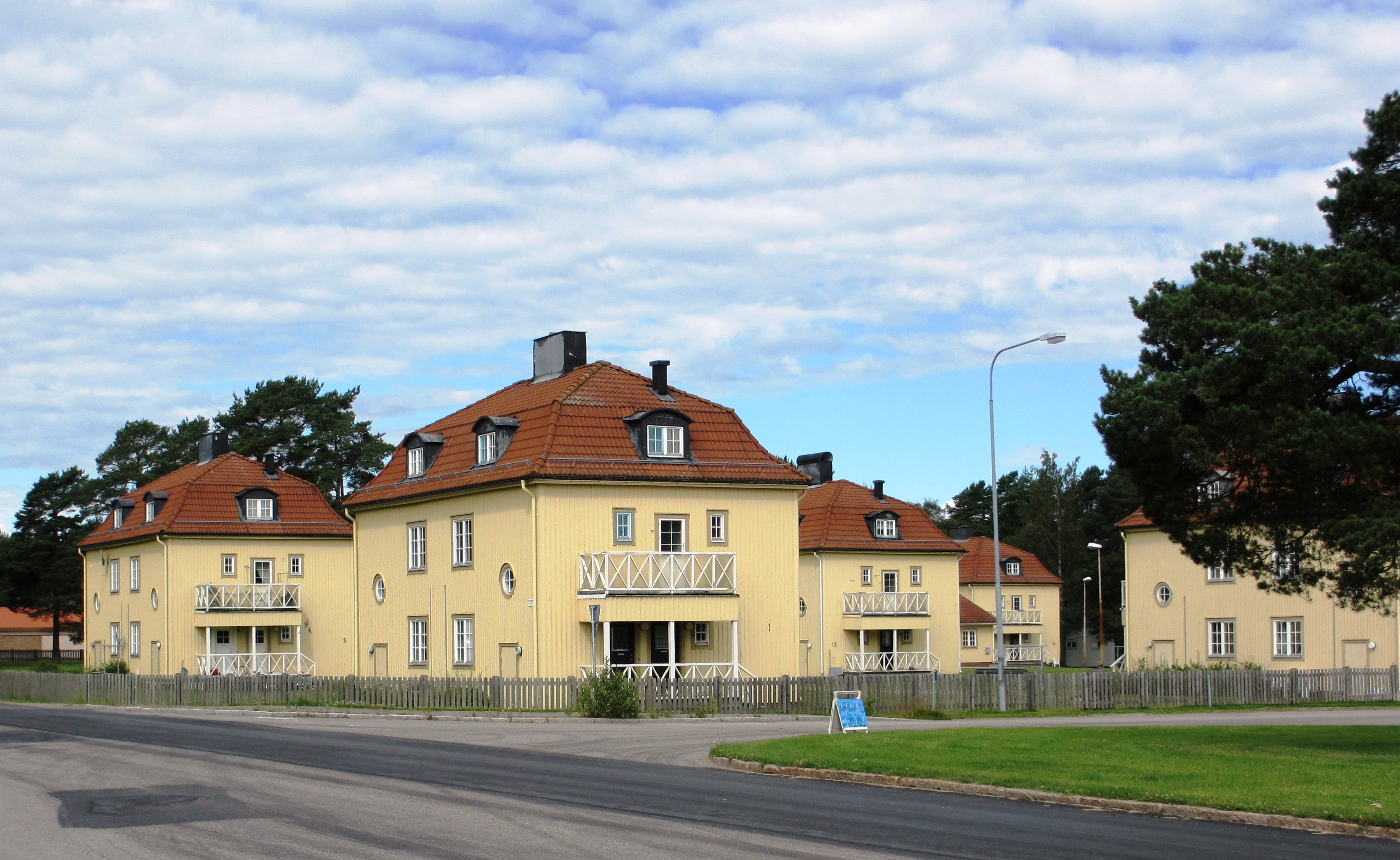
Wohnhäuser in Sandarne
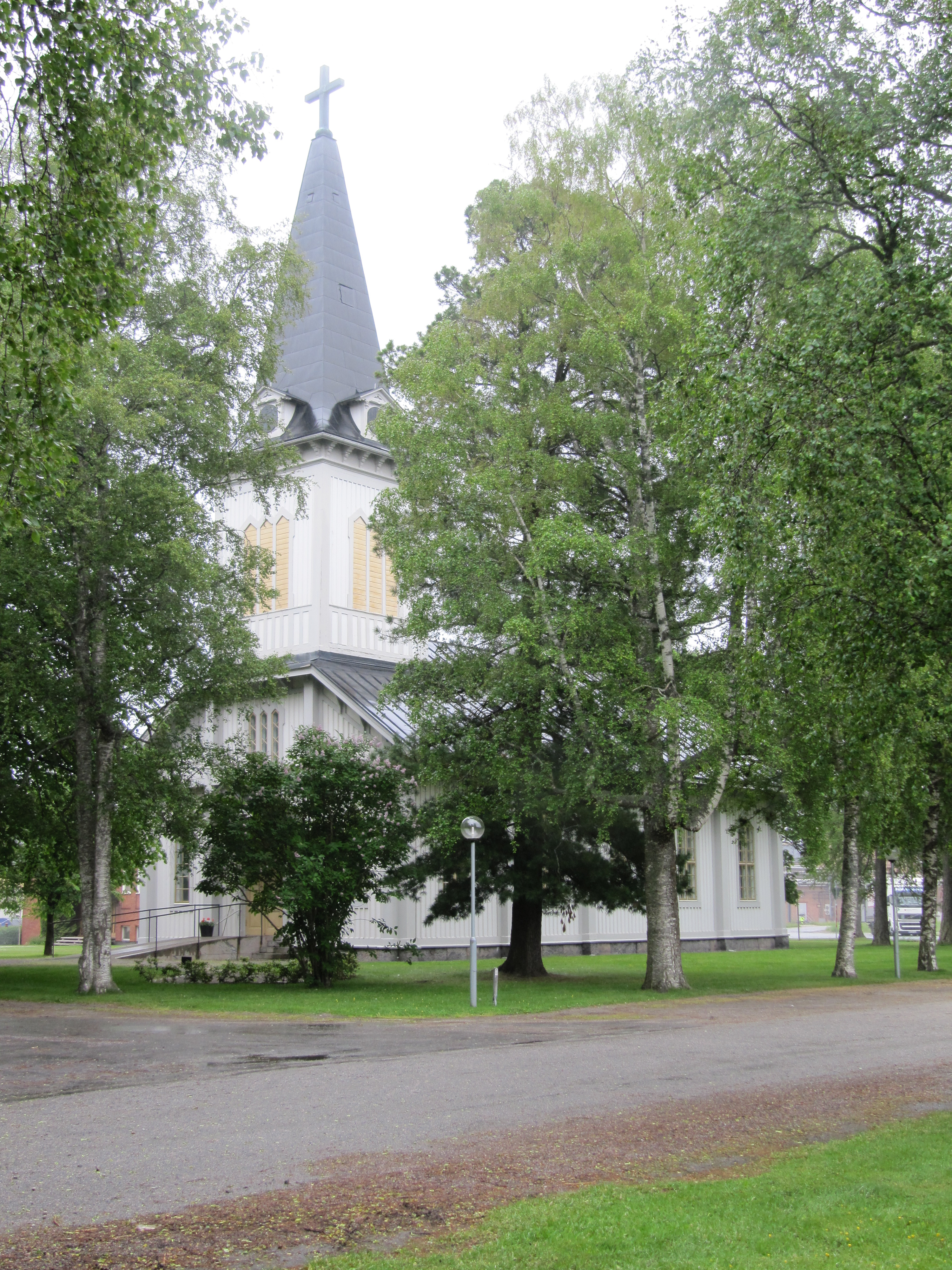
Kirche von Sandarne
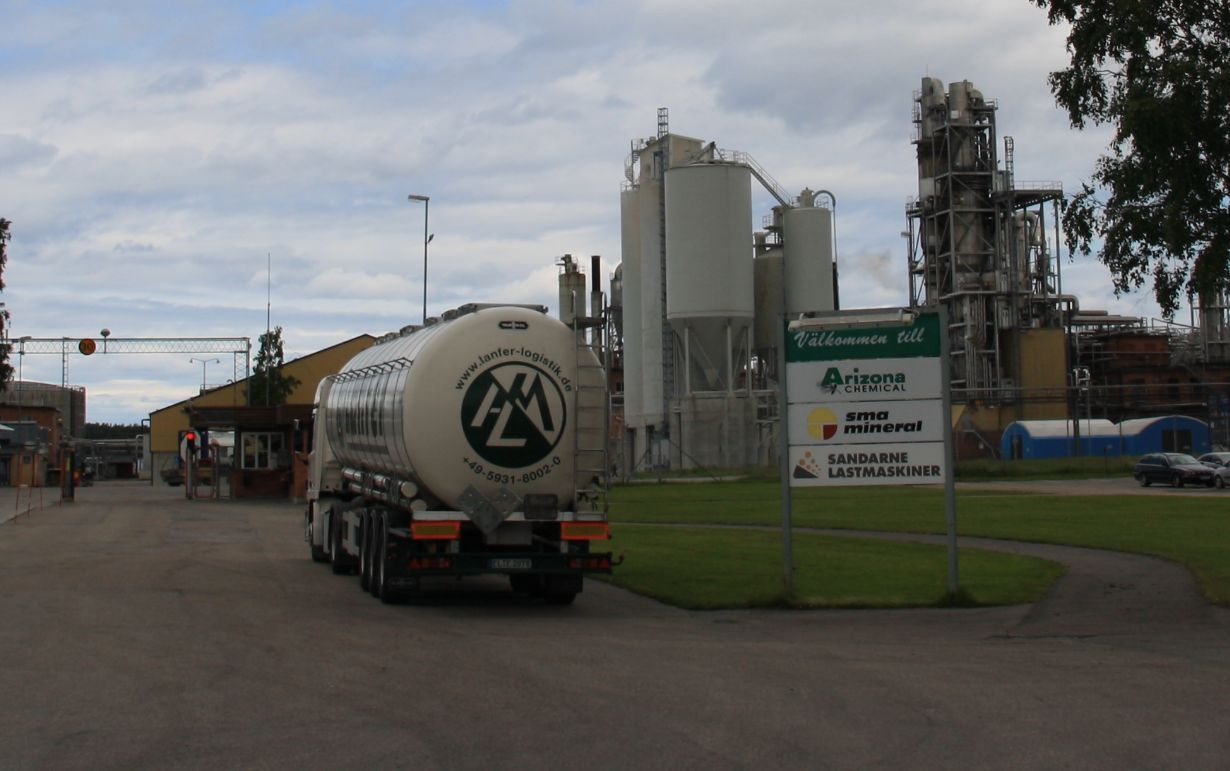
Einfahrt in das Arizona-Chemical-Werk
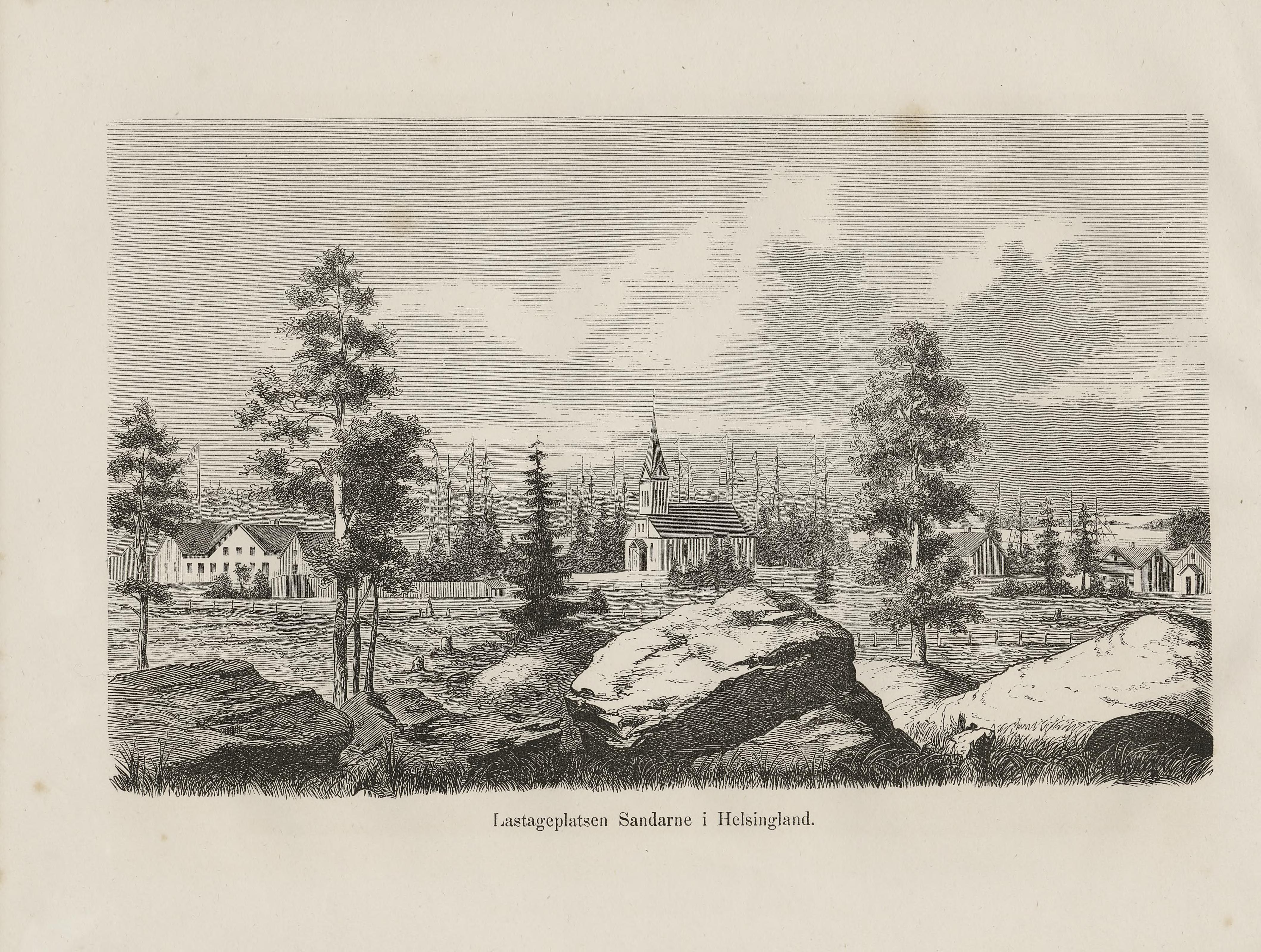
Sandarne 1873

## Sehenswürdigkeiten
Die in Zusammenhang mit dem wirtschaftlichen Aufschwung und Wachstum des Ortes Mitte des 19. Jahrhunderts errichtete Holzkirche stammt von 1867/1868. Teile des Ortes sind mit typischen Arbeiterwohnhäusern aus der ersten Hälfte des 20. Jahrhunderts bebaut.

## Sport
In Sandarne ist der 1914 gegründete Fußballverein Sandarne SIF ansässig. Unter seinem damaligen Namen Söderhamns Skärgårds IF gewann er 1927 die Norrländska Mästerskapet (Nordländische Meisterschaft), 1931/32 spielte er für eine Saison in der Division 2, der damals zweithöchsten schwedischen Spielklasse.

## Persönlichkeiten
- Gunnar Sjölin (1924–2015), Eisschnellläufer
- Sahlene (* 1976 in Sandarne als Anna Cecilia Sahlin), Popsängerin
- Maria Karlsson (* 1978), Drehbuchautorin, aufgewachsen in Sandarne